# Federální smlouva z roku 1291

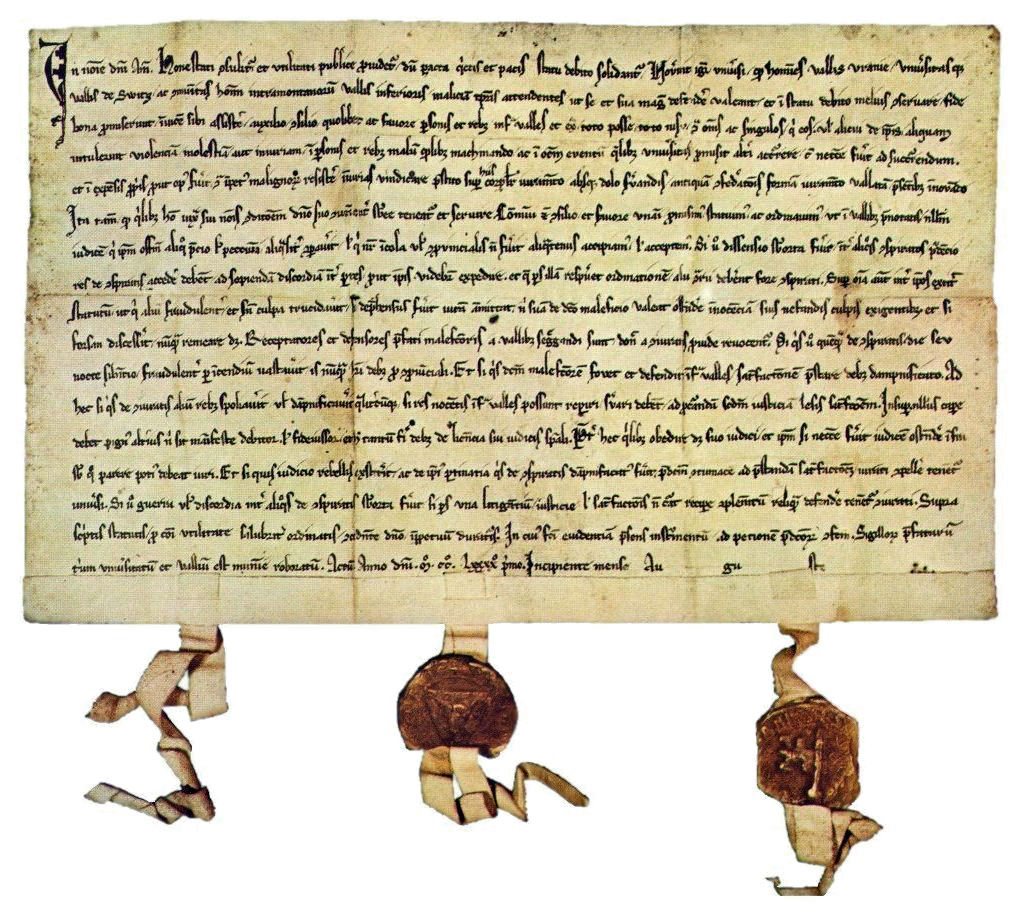
Smlouva z roku 1291

Federální smlouva (německy: Bundesbrief) uzavřená roku 1291 je jedním z prvních ústavních dokumentů Švýcarska. Smlouva o spojenectví mezi kantony Uri, Schwyz a Unterwalden, ustavovala Starou švýcarskou konfederaci, byť zásadnost, jíž ji přisoudila tradice (zejm. 19. století), někteří historikové zpochybňují. Smlouva vytvářela "věčné spojenectví tří lesních kantonů" (německy: Ewiger Bund der Drei Waldstätten), tedy spojení tří kantonů na území dnešního středního Švýcarska. Je datována začátkem srpna 1291, což ve 20. století vedlo k vyhlášení svátku Švýcarského národního dne právě 1. srpna. Smlouva, vyhotovená v latině, odkazuje na předchozí (ztracenou nebo nenapsanou) smlouvu. Nyní je vystavena v Muzeu švýcarské ústavy (Bundesbriefmuseum) ve Schwyzu. Listina z roku 1291 se stala důležitou v historiografii Švýcarska až koncem 19. století. Dříve se datum založení Konfederace tradičně udávalo 1307, zejména kvůli výkladu Aegidiuse Tschudiho v jeho díle Chronicon Helveticum. Myšlenka představit listinu z roku 1291 jako zakládající dokument Konfederace byla poprvé navržena ve zprávě federálního ministerstva vnitra ze dne 21. listopadu 1889. Oslava státního svátku 1. srpna podle data uvedeného v dokumentu byla poprvé navržena v roce 1899, oficiálním státním svátkem je ovšem až od roku 1994.